# Кокин, Борис Петрович
Борис Петрович Кокин (31 августа 1931, Борок, Костромская область — 14 июня 2021, Апраксино, Костромская область) — работник советского сельского хозяйства, колхозник, Герой Социалистического Труда (1966).

## Биография
Родился 31 августа 1931 года в деревне Борок (ныне — Костромской район Костромской области). Окончил четыре класса школы, после чего стал работать в колхозе. С 1953 года работал бригадиром полеводческой бригады колхоза «Ленинский путь», преобразованного позднее в опорно-показательное хозяйство «Ленинское».
Указом Президиума Верховного Совета СССР от 28 июня 1966 года за успехи, достигнутые в увеличении производства и заготовок пшеницы, ржи и других зерновых и кормовых культур, высокопроизводительное использование техники был удостоен звания Героя Социалистического Труда с вручением ордена Ленина и золотой медали «Серп и Молот».
С 1977 года работал бригадиром тракторной бригады того же хозяйства, с 1985 года — животноводческого комплекса.
Награждён медалями.
Умер 14 июня 2021 года в посёлке Апраксино.